# Università di Friburgo
L'Università di Friburgo è un'istituzione accademica bilingue, in lingua francese e tedesca, con sede nella città svizzera di Friburgo.

## Storia
Nel 1889, l'università friburghese fu fondata come unica università di orientamento cattolico in Svizzera. Oggi, l'identità cattolica dell'università non è più quella predominante, pur rimanendo un centro importante di studio della teologia cattolica. Nel 1886, Georges Python, fondatore della Banca Cantonale di Friburgo divenne direttore del Dipartimento della Pubblica Educazione del Canton Friburgo, e raccolse 2,500,000 franchi con lo scopo di creare un'università pubblica.
Nel 1902 vi insegnò il letterato Paolo Arcari (docente di letteratura italiana), che nel 1928 ne divenne rettore. Tra il 1933 e il 1938 vi tenne la cattedra di Filologia romanza il linguista Bruno Migliorini, e fino al 1952 il filologo italiano Gianfranco Contini. A quest'ultimo successe Arrigo Castellani.  Oggi l'università è l'unica che offre insegnamento bilingue al mondo, con il 45% delle lezioni in francese e il 55% in tedesco.

## Facoltà
L'università è divisa in cinque facoltà: lettere, giurisprudenza, criminologia, teologia, scienze economiche e sociali, scienze. La lingua e letteratura italiana fanno parte del Dipartimento di lingue e letterature romanze, facoltà di Lettere. In totale, l'ateneo conta quasi 10.000 studenti; vi sono occupate 2.000 persone, di cui 210 sono professori.
- La Facoltà di Lettere è la più grande facoltà con circa 4.000 studenti. Essi seguono i corsi e i seminari nel dominio della filosofia, delle scienze storiche, delle lingue, della letteratura, dell'educazione, della psicologia o delle scienze sociali.
- La Facoltà di giurisprudenza conta circa 1.900 studenti. Il programma include il diritto nazionale e internazionale; entrambe le materie possono essere seguite in bilingue.
- La Facoltà di Teologia è la più grande e la più internazionale della Svizzera, e, con Lucerna, è l'unica università statale in Svizzera a possedere una Facoltà di Teologia cattolica.
- Circa 1.900 studenti sono iscritti in uno dei quattro programmi di Bachelor e uno dei sette di Master della Facoltà di Scienze Economiche e Sociali. I docenti sono ripartiti in quattro dipartimenti: gestione aziendale, economia politica, informatica, scienze dei media e della comunicazione. Inoltre, l'international institute of management in technology (iimt) e il Verbandsmanagement Institut (VMI) sono inerenti alla Facoltà.
- La Facoltà di Scienze è stata fondata nel 1896 e comprende sette dipartimenti: la biologia, la chimica, le scienze della terra, l'informatica, la matematica, la medicina e la fisica. La Facoltà è composta di 14 domini: la biochimica, la biologia, la chimica, la geografia, l'informatica, la medicina umana e dentaria (Bachelor), la matematica, la neuroscienze, la farmacia, la fisica, le scienze biomediche, le scienze ambientali, le scienze della terra (geologia) e lo sport.

## Campus
L'università conta 5 campus. I principali sono Misericorde e Pérolles. Il campus di Misericorde è stato costruito tra il 1939–42, su progetto degli architetti Denis Honegger e Fernand Dumas, studenti di Le Corbusier e ospita principalmente le facoltà di teologia, legge e lettere. Il campo di Perolles ospita invece le facoltà di scienze e di economia, questo venne inaugurato nel 1980 e allargato nel 2005.
Gli altri campus sono quello di Regina Mundi (dipartimento di psicologia, pedagogia e scienze dell'educazione), quello delle Portes de Fribourg (dipartimento di lingue slave e diritto costituzionale) e di Beauregard (diritto penale, pubblico e privato, oltre che letterature romanze).

## Curiosità
- Il professore Paul Cantonneau è un personaggio di finzione del fumetto Le avventure di Tintin. Nella fantasia di Hergé, Cantonneau fu geografo e professore dell'Università di Friburgo. Appare come accompagnatore nelle missioni scientifiche di Tintin nelle puntate La stella misteriosa, Le sette sfere di cristallo e il Tempio del Sole. Questo personaggio è ispirato alla figura di Georges Python fondatore dell'Università.